# Răzvan Cotovelea
Alexandru-Răzvan Cotovelea (n. 3 iulie 1973) este un politician român.

## Activitate
În perioada 2004-2009, a fost directorul general al Autorității pentru Coordonarea Instrumentelor Structurale (ACIS).
Până în martie 2011, Cotovelea a fost coordonator național adjunct al asistenței financiare nerambursabile din partea Uniunii Europene.
Pe 27 iulie 2012 a fost numit în funcția de coordonator național al asistenței financiare externe nerambursabile.
Pe 3 martie 2014 a fost propus pentru postul de ministrul pentru Societatea Informațională în Guvernul Ponta (3).